# Opòssum cuacurt bru
L'opòssum cuacurt bru (Monodelphis adusta) és una espècie d'opòssum de la família dels didèlfids. Viu a Colòmbia, l'Equador, Panamà i el Perú.